# Hundorp
Hundorp is een plaats in de Noorse gemeente Sør-Fron, provincie Innlandet. Hundorp telt 591 inwoners (2007) en heeft een oppervlakte van 1,01 km².
Het Flatmoen idrettspark is een 400 meter schaatsbaan waar tussen 1985 en 2008, verschillende Noorse kampioenschappen zijn verreden.